# هری برودهرست
هری برودهرست (به انگلیسی: Harry Broadhurst)
(۲۸ اکتبر ۱۹۰۵ - ۲۹ اوت ۱۹۹۵) معروف به برودی (به انگلیسی: Broady) یک فرماندهٔ نیروی هوایی پادشاهی بریتانیا و خلبان تکخال جنگ جهانی دوم بود.